# 马罗尼河
馬羅尼河（法語：Maroni，法語發音：[maʁɔni]），荷兰语称马罗韦讷河（荷蘭語：Marowijne，荷蘭語發音：[ˌmaːroːˈʋɛi̯nə]），是位於南美洲北部的河流，法屬蓋亞那與蘇利南之間的界河。该河長611.7公里，發源於图穆库马克山脉北坡，向北流經熱帶雨林區，在马罗尼河畔圣洛朗以南30公里的哈利比注入大西洋。
上、中游多瀑布、急流，產砂金；下游和河口寬闊，多小島，可通航中型船隻至马罗尼河畔圣洛朗。主要支流為來自西南方的蘇利南塔帕纳霍尼河。

## 外部連結
- Maroni - Langa Tabiki （页面存档备份，存于） （英文）